# 普拉多大道
普拉多大道（Paseo del Prado）是西班牙马德里的一条大道，北起西贝莱斯广场，南到查理五世广场，中段有卡诺瓦斯广场（Plaza de Cánovas del Castillo，有海神喷泉，Fuente de Neptuno），以及五星级的Ritz酒店与Palace酒店。普拉多大道构成纵贯全市的南北中轴线的南端，西贝莱斯广场以北称为雷科莱托斯大道（Paseo de Recoletos）以及卡斯蒂利亚大道（Paseo de la Castellana）。 
这条宽阔的林荫大道是马德里的地标，也是重要的文化与旅游中心，拥有所谓的“艺术金三角”，其中包括3座博物馆：普拉多博物馆（其亮点是委拉斯开兹的《宫娥》、弗朗西斯科·戈雅的《裸体的玛哈》和《着衣的玛哈》；提森-博内米萨博物馆（收藏跨越8个世纪的欧洲绘画）），和索菲亚王后艺术中心 （拥有巴勃罗·毕加索的《格爾尼卡》等20世纪艺术品）。丽池公园和Casón del Buen Retiro（收藏普拉多博物馆的19世纪藏品），西班牙皇家研究院（Real Academia Española，西班牙语言学院）总部, 马德里证券交易所，和国会均位于附近。
在大富翁西班牙版本裏，此街道是昂貴的物業。